# 赤間瞳
赤間 瞳（あかま ひとみ、1982年9月1日 - ）は、フリーアナウンサー、ラジオパーソナリティー。

## 来歴・人物
詳細は基礎情報を参照。大学時代のサークルの先輩に、IBC岩手放送の浅見智。後輩にフジテレビの小穴浩司 、木更津コミュニティ放送の前田隆矩がいる。
二宮朋子がテレビ宮崎を退社した後を受け、2007年4月、地上デジタル放送推進大使に就任した。
2008年7月10日にデビューしたピーチ&あっくんwith小西麻衣子のCD『なっとう!なっトウッ! 』に、 TSUTAYA蔦屋書店限定販売バージョンのコーラス参加。詳細
2009年3月をもって寿退社した。
身長は177cmと長身のため「UMKのガリバー」という愛称で呼ばれていた。
結婚出産後はフリーアナウンサーとして活動、2015年4月からはエフエム宮崎のパーソナリティーとしてレギュラー出演中。

## 現在の担当番組
- ハイブリッドモーニング（エフエム宮崎）※月、火曜日担当
- UMK情報net 3きゅう（テレビ宮崎）※隔週出演

## 過去の担当番組
- うぃーく.COM
- UMKスーパーサタデーJAGA2天国
- HOT WAVE

## ドラマ
- 裸の大将 南国・宮崎篇〜宮崎の鬼が笑うので〜
佐々木六華と共に新婚夫婦役で友情出演。佐々木は『JAGA2天国』の相方。